# Куйбышевский сельсовет (Краснощёковский район)
Куйбышевский сельсовет — упразднённое муниципальное образование со статусом сельского поселения и административно-территориальное образование в Краснощёковском районе Алтайского края России. Административный центр — село Куйбышево.
Законом Алтайского края от 30 июня 2015 года № 63-ЗС, Куйбышевский сельсовет и Маралихинский сельсовет были преобразованы, путём их объединения, в Маралихинский сельсовет с административным центром в селе Маралиха.

## Демография
| 1997  | 1998  | 1999  | 2000  | 2001  | 2002  |
| ----- | ----- | ----- | ----- | ----- | ----- |
| 1225  | ↗1246 | ↘1223 | ↘1198 | ↘1141 | ↘1064 |
| 2003  | 2004  | 2005  | 2006  | 2007  | 2008  |
| ↘1029 | ↘1008 | ↘984  | ↘913  | ↗916  | ↘896  |
| 2009  | 2010  | 2011  | 2012  | 2013  | 2014  |
| ↘833  | ↘824  | ↘820  | ↘781  | ↘743  | ↘711  |
| 2015  |       |       |       |       |       |
| ↘686  |       |       |       |       |       |

По результатам Всероссийской переписи населения 2010 года, численность населения муниципального образования составила 824 человека, в том числе 415 мужчин и 409 женщин.

## Состав поселения
- Золотушка (посёлок) — 112[12]
- Куйбышево (село, административный центр) — 631[12]